# Septoria
Septoria — рід патогенних грибів родини Mycosphaerellaceae. Назва вперше опублікована 1884 року.

## Опис
Гриби, які спричиняють численні хвороби у вигляді плям на польових культурах, кормах та багатьох овочах, включаючи помідори, які заражаються Septoria musiva від тополь. У кукурудзи викликає хворобу Септоріоз (гриб Septoria maydis Schulz et Sacc. var major Panasenko).
Рід широко поширений і, за оцінками, містить 1072 види. 

## Галерея

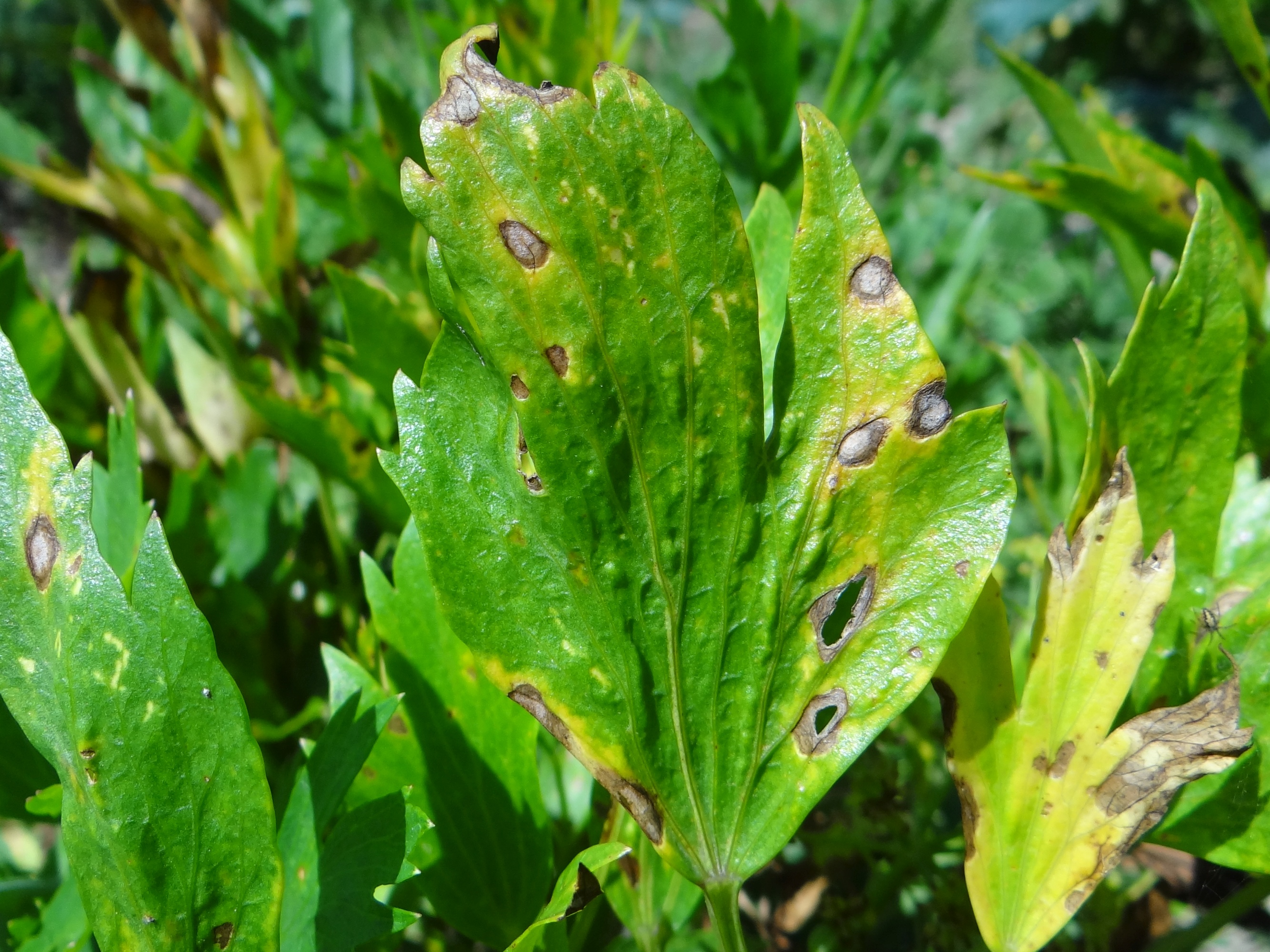
Septoria_apiicola
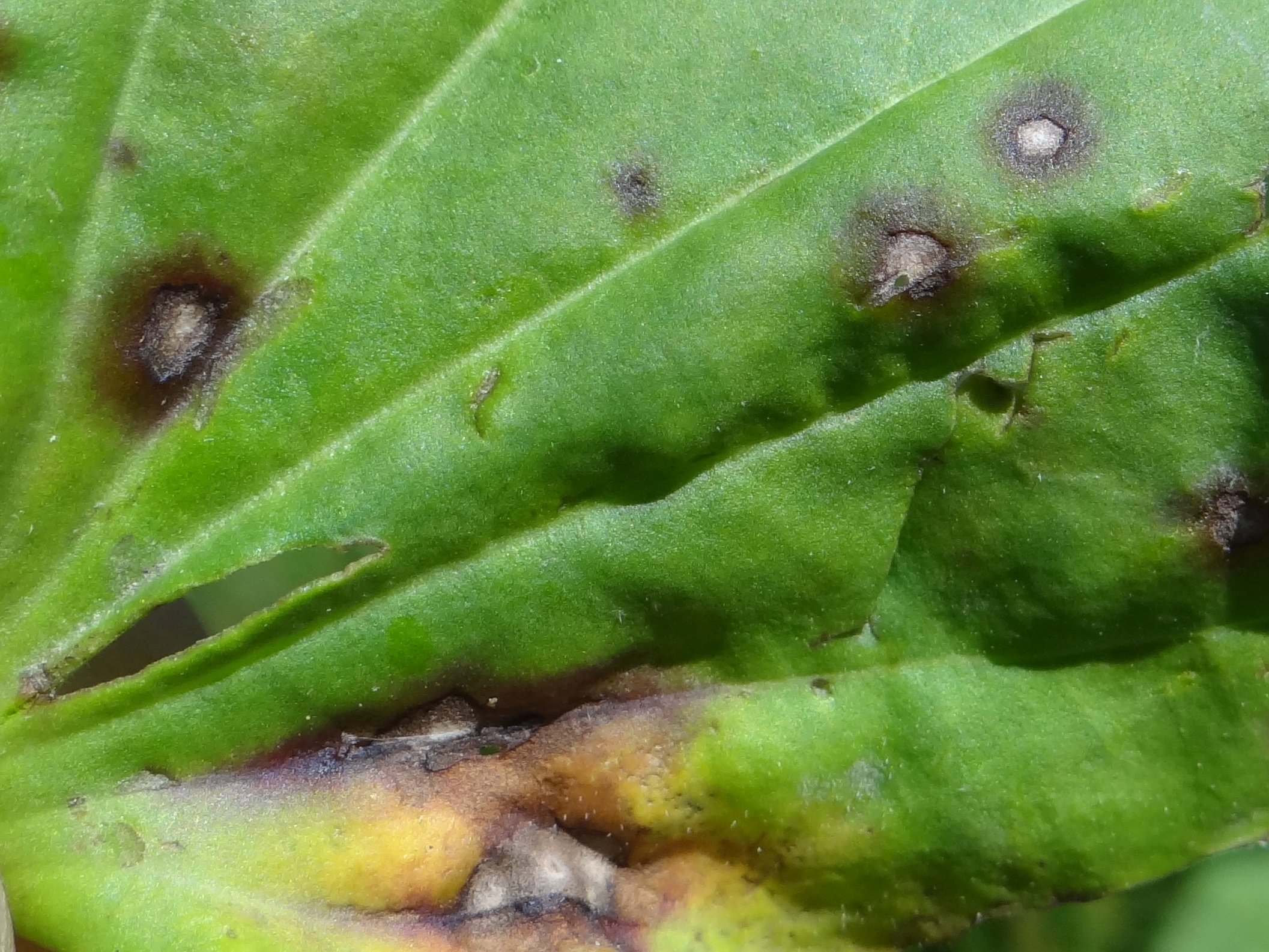
Septoria plantaginis-majoris
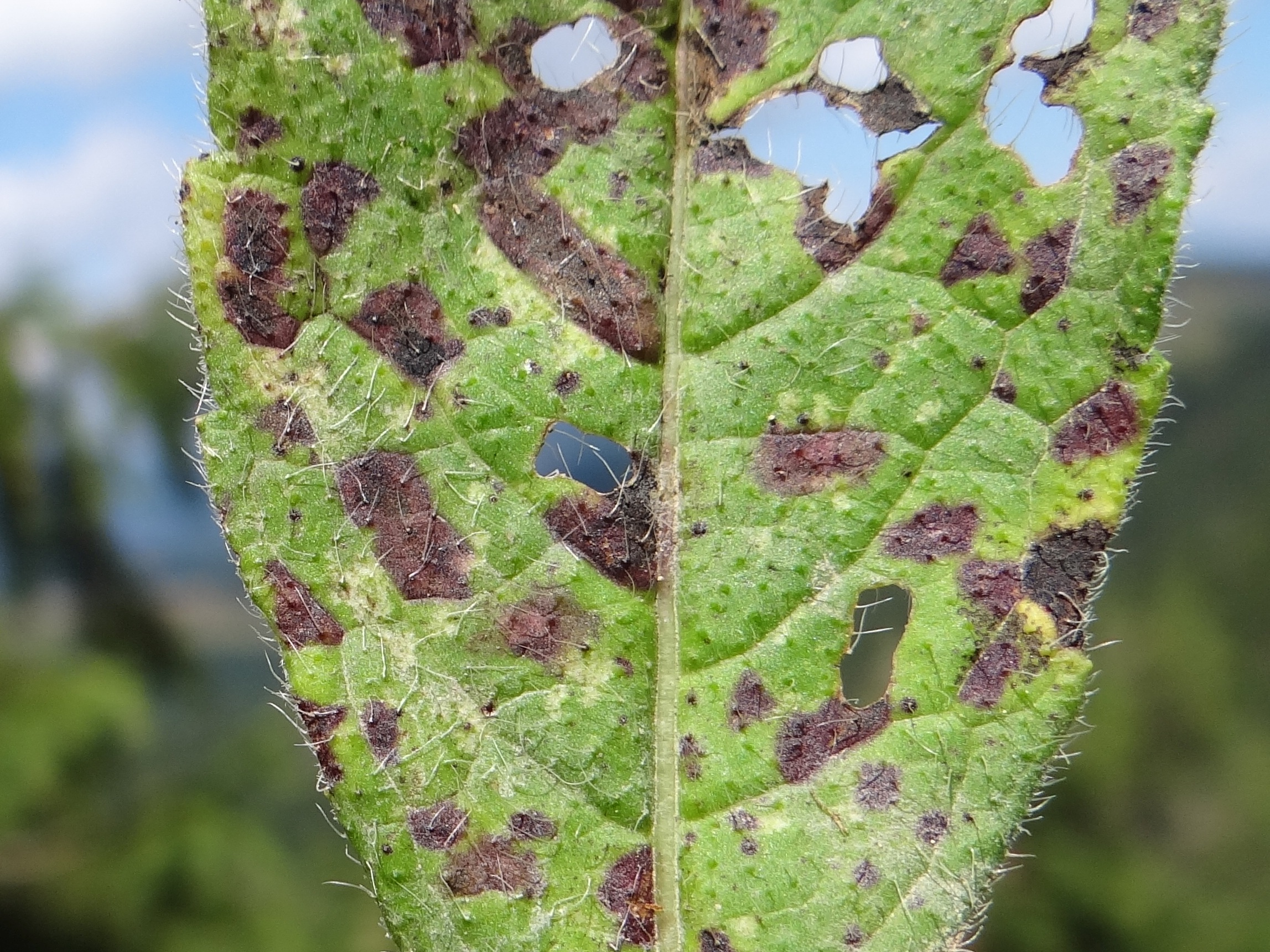
Septoria scabiosicola